# Epiphragma (Epiphragma) yunnanense
Epiphragma (Epiphragma) yunnanense is een tweevleugelige uit de familie steltmuggen (Limoniidae). De soort komt voor in het Oriëntaals gebied.